# 128-я бригада надводных кораблей
128-я бригада надводных кораблей (128-я БрНК) (до 28 января 1962 года — 128-я бригада эскадренных миноносцев, с 1962 по 1984 год - 128-я бригада ракетных кораблей, с 1984 года - 128-я бригада противолодочных кораблей, с 25 февраля 1994 года - 128-я бригада надводных кораблей) — действующее соединение Балтийского флота.

## История соединения
Бригада была сформирована 12 апреля 1951 года. До 1956 года входила в состав Юго-Балтийского флота с базированием на Балтийск. С 4 января 1956 по 25 октября 1957 года бригада находилась в состав 12-й дивизии крейсеров. Состав 1970 года: КРЛ «Октябрьская революция», БПК «Образцовый» и другие. С 1971 года бригада находилась в составе 12-й дивизии ракетных кораблей. В 1981 году бригада объявлена передовым соединение Военно-Морского Флота и награждена вымпелом Министра обороны СССР "За мужество и воинскую доблесть, проявленные на учениях Запад-81".
В 1984 году по итогам боевой и тактической подготовки бригада объявлена лучшим соединением ВМФ.
С 1993 года в составе бригады несут службу эсминцы «Настойчивый» и «Беспокойный». С 1996 года в составе бригады несёт службу сторожевой корабль (СКР) «Неустрашимый», а с 2009 года сторожевой корабль «Ярослав Мудрый» проекта 11540. С 2012 по 2014 в состав бригады вошли корветы проекта 20380 «Стерегущий», «Сообразительный», «Бойкий»,«Стойкий».

## Известные командиры
- Максименков, Иван Георгиевич — декабрь 1952—декабрь 1955[2].